# Daniel Herman
Daniel Herman (* 28. dubna 1963 České Budějovice) je český politik a laicizovaný katolický kněz. Od ledna 2014 do prosince 2017 ministr kultury České republiky v Sobotkově vládě, v letech 2017 až 2019 místopředseda KDU-ČSL a v letech 2013 až 2017 poslanec Poslanecké sněmovny PČR. V letech 2010 až 2013 byl ředitelem Ústavu pro studium totalitních režimů a ještě předtím mluvčím České biskupské konference.

## Život
Narodil se v roce 1963 v Českých Budějovicích, jeho matka byla sestřenicí Jiřího Bradyho a jeho sestry Hany. Je přímým potomkem Františka Dobrovského, bratra Josefa Dobrovského. Vystudoval Gymnázium Jírovcova, poté nastoupil na pedagogickou fakultu, kterou však po jednom roce opustil. V letech 1983–1989 byl sledován Státní bezpečností, která ho vedla v kategorii Prověřovaná osoba. V roce 1984 začal studovat teologickou fakultu v Litoměřicích, v roce 1989 byl vysvěcen na kněze. Po necelém roce v duchovní službě se na jaře 1990 stal sekretářem biskupa Miloslava Vlka.
V letech 1996–2005 byl mluvčím České biskupské konference. Mezi lety 2005–2007 pracoval na Lince pomoci v krizi při Policejním prezidiu České republiky. V roce 2007 požádal o laicizaci. V civilní sféře pracoval pro ministerstvo vnitra a na ministerstvu kultury a jako vedoucí kanceláře Jana Švejnara. Dne 12. srpna 2010 byl zvolen ředitelem Ústavu pro studium totalitních režimů z deseti kandidátů. Dne 10. dubna 2013 byl Radou ÚSTR odvolán. Podle jeho nástupkyně Pavly Foglové Herman ÚSTR zadlužil a těsně před svým odvoláním v lednu vyplatil vysoké odměny za celý rok dopředu a zvýšil platy vybraným zaměstnancům. Podle Hermana však odměny byly plánované a finanční problémy vznikly vlivem neodpovědné personální politiky Pavly Foglové.
Dne 2. května 2014 rozhodl Obvodní soud pro Prahu 3, že Hermanovo odvolání je neplatné. Městský soud v Praze však toto rozhodnutí dne 21. ledna 2015 zrušil a vrátil zpět Obvodnímu soudu pro Prahu 3. Pravomocný rozsudek padl až 26. dubna 2017, kdy Městský soud v Praze rozhodl, že samotné odvolání Hermana z funkce ředitele bylo právně v pořádku, ale následná výpověď je neplatná. Později ale Nejvyšší soud, k němuž ÚSTR podal dovolání, rozhodl, že výpověď byla Hermanovi dána v souladu s právem a že pozice tiskového mluvčího, kterou si Herman nárokoval, má svá specifika, která v tehdejší době nesplňoval: "Ze samotné povahy této práce potom vyplývá (samozřejmý) požadavek, aby ji vykonávala osoba, která není v otevřeném (navenek prezentovaném) názorovém střetu nebo dokonce sporu se zaměstnavatelem; výkon práce tiskového mluvčího v tomto směru vyžaduje vyšší míru loajality ve vztahu k zaměstnavateli, než kterou jsou povinni zachovávat ostatní zaměstnanci."

## Politické působení
Ve volbách do Poslanecké sněmovny PČR v roce 2013 kandidoval v Hlavním městě Praze jako lídr KDU-ČSL a byl zvolen poslancem. V lednu 2014 se stal kandidátem KDU-ČSL na post ministra kultury ve vládě Bohuslava Sobotky. Dne 29. ledna 2014 byl do této funkce jmenován. Daniel Herman se netají svou blízkostí k monarchismu; v listopadu 2015 byl prvním členem vlády ČR, který jako host vystoupil na sněmu Koruny České (monarchistické strany Čech, Moravy a Slezska) a ve svém projevu uvedl, že ve své kanceláři má místo portrétu prezidenta portrét bl. Karla, posledního českého krále, jehož je velkým ctitelem.
Dne 27. května 2017 byl na sjezdu KDU-ČSL v Praze zvolen novým místopředsedou strany. Funkci zastával do března 2019. Ve volbách do Poslanecké sněmovny PČR v roce 2017 byl lídrem KDU-ČSL v Praze. Neuspěl, díky preferenčním hlasům post poslance získal Jan Čižinský, který byl na kandidátce na druhém místě. Ve funkci ministra kultury ČR setrval do 13. prosince 2017, kdy byl novým ministrem jmenován Ilja Šmíd.
V březnu 2018 byl po jednání celostátního výboru KDU-ČSL potvrzen jako kandidát na senátora pro obvod č. 44 - Chrudim ve volbách do Senátu PČR v říjnu 2018. Se ziskem 15,13 % hlasů skončil v prvním kole voleb na 2. místě a ve druhém kole se utkal s kandidátem ODS, hnutí STAN a hnutí STO Janem Teclem, se kterým však prohrál poměrem hlasů 36,10 % : 63,89 %.
Herman podpořil rozhodnutí amerického prezidenta Donalda Trumpa uznat Jeruzalém za hlavní město Izraele a přesunout do Jeruzaléma americkou ambasádu, přestože východní Jeruzalém, který byl Izraelem anektován po Šestidenní válce v roce 1967, považují Palestinci za hlavní město svého Státu Palestina. Podle Hermana Trump „pouze vyslovil nahlas to, co je již 3 000 let faktem.“ Faktem je, že Židé považují Jeruzalém za nejsvatější a své hlavní město od dob krále Davida, tedy již od 10. století př.o.l., a všichni zbožní Židé po celém světe se třikrát denně směrem k Jeruzalému modlí.
Ve volbách do Evropského parlamentu v květnu 2019 kandidoval na 28. místě kandidátky KDU-ČSL, ale nebyl zvolen. Díky podpoře kandidátky KDU-ČSL od Koruny České byl, spolu s Ninou Novákovou a Petrem Krátkým, jedním z několika monarchistů na společné kandidátce. V červenci 2019 se stal členem Rady vlády pro lidská práva.

## Pocty a vyznamenání
- Umělecká cena česko-německého porozumění (2016)[31]
- Čestná cena Brückenbauer – Stavitel mostů (2018)[32][33]
- Velký kříž za zásluhy s hvězdou Záslužného řádu Spolkové republiky Německo (2020)[34]
- Evropská cena Karla IV. (2021)[35]